# 魏金山
魏金山（1927年4月5日—2023年12月8日），山东蓬莱人，海军中将军衔，中国人民解放军高级将领，海军政委，已退役。中共第十二届中央候补委员、委员，第十三届、十四届中央委员，第五届全国人民代表大会代表。

## 生平
1927年4月出生于蓬莱平畅魏家村。
1943年在中国共产党控制的胶东抗日根据地读书，1945年2月加入八路军。同年加入中国共产党。
第二次国共内战时期在山东参加战斗，1947年在华东野战军第九纵队25师（后改为中国人民解放军第27军79师）75团特务连当指导员。参加过孟良崮战役，济南战役、淮海战役、渡江战役等重要战役。
1950年记二等功一次，同年11月随27军参加朝鲜战争，参加第二次战役和第五次战役，获朝鲜三级国旗勋章，1952年回国。回国后在华东军区（南京军区）工作。1955年获三级解放勋章。1963年起给南京军区司令员许世友上将担任两年的秘书。1965年至南京军区警卫团任团长。
1967年，至60军179师任副政委、政委，但此期间主要并不在国内，而是于1968年赴坦桑尼亚，担任中国军事专家组组长。从坦桑尼亚回国后，继续担任第60军副政委、政委，后调12军任政委。
1982年任南京军区政治部主任，1985年升任总参谋部政治部主任。
1985年7月调入海军，任海军副政委。1988年被授予海军中将军衔。1990年接替退役的李耀文出任海军政治委员，1992年曾出访朝鲜，获朝鲜二级友谊勋章。1993年12月退役。
1998年7月获中国人民解放军独立功勋荣誉章。